# Comuna Cilieni, Olt
Cilieni este o comună în județul Olt, Oltenia, România, formată numai din satul de reședință cu același nume.

## Demografie
Componența etnică a comunei Cilieni
     Români (94,13%)
     Alte etnii (0%)
     Necunoscută (5,87%)
Componența confesională a comunei Cilieni
     Ortodocși (93,71%)
     Alte religii (0,36%)
     Necunoscută (5,94%)
Conform recensământului efectuat în 2021, populația comunei Cilieni se ridică la 2.796 de locuitori, în scădere față de recensământul anterior din 2011, când fuseseră înregistrați 3.244 de locuitori. Majoritatea locuitorilor sunt români (94,13%), iar pentru 5,87% nu se cunoaște apartenența etnică. Din punct de vedere confesional, majoritatea locuitorilor sunt ortodocși (93,71%), iar pentru 5,94% nu se cunoaște apartenența confesională.

## Politică și administrație
Comuna Cilieni este administrată de un primar și un consiliu local compus din 11 consilieri. Primarul, Ionel Marancea[*], de la Partidul Social Democrat, este în funcție din 2004. Începând cu alegerile locale din 2024, consiliul local are următoarea componență pe partide politice:
|  | Partid                          | Consilieri | Componența Consiliului | Componența Consiliului | Componența Consiliului | Componența Consiliului | Componența Consiliului | Componența Consiliului | Componența Consiliului |
|  | ------------------------------- | ---------- | ---------------------- | ---------------------- | ---------------------- | ---------------------- | ---------------------- | ---------------------- | ---------------------- |
|  | Partidul Social Democrat        | 7          |                        |                        |                        |                        |                        |                        |                        |
|  | Alianța pentru Unirea Românilor | 2          |                        |                        |                        |                        |                        |                        |                        |
|  | Partidul Național Liberal       | 2          |                        |                        |                        |                        |                        |                        |                        |